# Castello Düsseldorf
Das Castello Düsseldorf (Eigenschreibweise CASTELLO Düsseldorf, bis Sommer 2011 Burg-Wächter Castello) ist eine Mehrzweckhalle im Stadtteil Reisholz der nordrhein-westfälischen Landeshauptstadt Düsseldorf.
Das Richtfest fand nach etwa einem Jahr Bauzeit am 24. Juni 2005 in der damaligen „Mehrzweckhalle Düsseldorf-Süd“ statt. Der Bauträger war der Sportverein der Freien Christlichen Schule Düsseldorf (FCSD).
Von der Saison 2008/09 bis 2012/13 beherbergte das Castello mit den Giants Düsseldorf einen Basketball-Bundesligisten, der im Sommer 2008 von Leverkusen, dort unter dem Namen Bayer Giants Leverkusen bekannt, nach Düsseldorf umgezogen war.

## Geschichte
Das Castello Düsseldorf wurde für die Bereiche Sport, Konzert und Kongress sowie Events konzipiert. Ursprünglich war an diesem Ort nur eine 4-fach-Turnhalle für das benachbarte Freie Christliche Gymnasium in Düsseldorf vorgesehen. Dieses Gymnasium wurde vom Schulträger (Freundeskreis Rheinisch Bergischer Verein Freie Christliche Schulen) 2003 konzipiert und anschließend gegründet. Nach den verschiedensten Recherchen, die bundesweit durchgeführt wurden, kristallisierte sich eine Halle heraus, die etwa 1500 bis 2000 Zuschauer fassen sollte. Mit diesen Daten wurde eine Architektenausschreibung für den Neubau des Gymnasiums als auch den Bau der Mehrzweckhalle vorgenommen und mittels einer Jury die Sieger ermittelt. Das Architektenbüro Franken & Fette aus Düsseldorf erzielte den mit 10.000 Euro dotierten 1. Preis und erhielt den Auftrag zum Bau des Gymnasiums. Den mit 6000 Euro dotierten 2. Preis erzielte das Architekturbüro Guida & Mischok aus Rheinfelden.
Nach einer Vielzahl von Gesprächen und Überlegungen kam es schließlich bei der Mehrzweckhalle zur Beauftragung an das Büro aus Rheinfelden. Doch jetzt war die Halle bereits bundesligatauglich und sogar international tauglich für die Bundesligavereine HSG Düsseldorf (Handball) und Magics Düsseldorf (Basketball). Diese beiden Vereine suchten schon lange eine adäquate Halle in Düsseldorf. Mit Unterstützung des ehemaligen Oberbürgermeisters der Landeshauptstadt Düsseldorf Joachim Erwin sowie der Fraktionen CDU und FDP übernahm die Stadt Düsseldorf die Ankermieten für die HSG und die Magics.
Um jedoch die Halle vermarkten zu können, bedurfte es nach gründlicher Recherche einer Ausrichtung auch für andere Veranstaltungen. Umfangreiche Gespräche mit Fernsehsendern, Veranstaltern, Sportagenturen usw. ergaben die notwendige Tauglichkeit für Fernsehen, Presse, Konzerte, Events und Kongresse, ebenso wie für etwa 78 Hallensportarten (die in dieser Halle durchgeführt werden können). Im Oktober 2005 konnte die Halle mit einem Spiel der Magics und einem Boxkampf in Betrieb gehen.
Nachdem die Sportvereine ihren Spielbetrieb eingestellt haben, wird die Halle jedoch vorwiegend für Schulsport und vereinzelt für Firmenveranstaltungen genutzt. Nach der Insolvenz des Trägervereins wurde die Stadt Düsseldorf im August 2010 per Heimfall Eigentümerin der Mehrzweckhalle.

## Veranstaltungen
Die Mehrzweckhalle erfüllt mit ihrem Platzangebot die Anforderungen für verschiedene Sport- und weitere Veranstaltungen. Ihre technische Ausstattung ist für die Ausrichtung aller Arten von Konzerten, Bankettveranstaltungen, Modenschauen, Events und Incentives, sonstigen Unterhaltungsveranstaltungen sowie Hauptversammlungen und Tagungen geeignet. Unterschiedliche Hallenkapazitäten sind individuell realisierbar, so dass sich das „Castello“ auch für kleinere Veranstaltungen anbietet.
Ferner dient die Mehrzweckhalle als Sportstätte. Von 2005 bis zu seiner Auflösung 2012 fanden die Heimspiele des Handball-Zweitligisten HSG Düsseldorf sowie bis 2008 auch des Basketball-Zweitligisten (ProA) Düsseldorf Magics im Castello statt. Nach der Lizenzübertragung an Bayern München und der folgenden Einstellung des Spielbetriebs der Magics diente die Halle den Düsseldorf Giants von der Saison 2008/09 bis 2013 für die Heimspiele in der Basketball-Bundesliga, bzw. ab 2010 der Pro A. Zudem waren unregelmäßig die Mannschaften des Tischtennis-Erstligisten Borussia Düsseldorf und des Hockey-Erstligisten Düsseldorfer HC mit besonderen Heimspielen zu Gast. Daneben finden regelmäßig Boxabende der Veranstalter Universum Box-Promotion und Spotlight Boxing statt, die im Fernsehen übertragen werden. Am 7. April 2018 fanden in der Halle die Finalrunden der der Deutschen ESL Meisterschaften statt. 
Im Darts wurden die Promi-Darts-WM 2018 sowie das German Darts Masters 2017 im Castello ausgetragen.
2017 kehrte der Profi-Handball in die Halle zurück mit der Etablierung der HC Rhein Vikings, einer Spielgemeinschaft der Vereine Neusser HV und ART Düsseldorf, die fortan in der zweiten Liga spielten. Mit dem Austritt der ART Düsseldorf aus der Spielgemeinschaft und der Verlegung der Heimspiele nach Neuss ab der Saison 2019/20 wurde dies jedoch beendet und steht die Halle erneut ohne sportlichen Ankermieter da.
Seit September 2019 trägt die Futsal-Abteilung von Fortuna Düsseldorf ihre Heimspiele im Castello aus. Im Rahmen eines Heimspiels der Fortunen fand auch das Eröffnungsspiel der ersten Saison der deutsche Futsal-Meisterschaft gegen die HSV-Panthers, im Castello, statt.
Die deutsche Futsalnationalmannschaft gastierte bereits mehrfach für Testspiele im Castello. 
Außerdem veranstaltete der DFB im Castello den "Sportstadt Düsseldorf Futsal-Cup". Welches ein drei Nationenturnier war, die teilnehmenden waren neben der DFB-Auswahl, die schwedische Futsalnationalmannschaft, sowie die moldauische Futsalnationalmannschaft.
Seit 2022 trägt der Nachfolgeverein der Giants Düsseldorf, der SG ART Giants Düsseldorf, seine Heimspiele im Castello aus. Bei der Volleyball-Europameisterschaft der Frauen 2023 wurde das Castello Düsseldorf für die Ausrichtung der deutschen Vorrundengruppe genutzt und es wurden zwischen dem 17. und 24. August insgesamt 15 Partien ausgetragen. Insgesamt lockte die Veranstaltung 27.773 Zuschauer in die Arena, was einen Zuschauerschnitt von etwa 1.850 Zuschauern pro Spiel ergibt.
Zusätzlich fanden die Spieltage und die "Play-Ins" der ersten und zweiten Saison der The Icon League in der Arena statt.

## Räumlichkeiten
- Verschiedene Konferenzräume ab zehn Personen bis hin zu Plenum-Sitzungen, Workshopräume, ausgestattet mit Beamer und Internetzugang; Veranstaltungsfläche: 73,5 × 47 m (3086 m²); Aktionsfläche: 27 × 60 m (1620 m²); Lichte Höhe: variabel zwischen 8,50 und 12,50 m
- Ton- und Videotechnik: hochwertige Beschallungsanlage auf den Rängen und im Innenraum, 4 LCD-Projektoren; Anlieferung: Lastenaufzug für fünf Tonnen über mehrere Ebenen

## Catering/Gastronomie
- Vier V.I.P.-Logen; Vier Food Corners mit Profiküchen und Blick auf die Spielfläche; Zwei Gastronomiebereiche; Catering: eigene Zubereitung

## Verkehrsanbindung
In unmittelbarer Nähe zur Mehrzweckhalle befindet sich der Bahnhof Düsseldorf-Reisholz, welcher von zwei S-Bahn- und 8 Buslinien bedient wird.